# Yamanto
Yamanto är en del av en befolkad plats i Australien. Den ligger i kommunen Ipswich och delstaten Queensland, omkring 36 kilometer sydväst om delstatshuvudstaden Brisbane. Antalet invånare är 3 624.
Runt Yamanto är det mycket glesbefolkat, med 5 invånare per kvadratkilometer.. Närmaste större samhälle är Ipswich, nära Yamanto. 
I omgivningarna runt Yamanto växer huvudsakligen savannskog. Genomsnittlig årsnederbörd är 1 252 millimeter. Den regnigaste månaden är januari, med i genomsnitt 248 mm nederbörd, och den torraste är oktober, med 34 mm nederbörd.